# Shigeki Morimoto
Shigeki Morimoto (森本茂樹?, Morimoto Shigeki; 1º ottobre 1967) è un autore di videogiochi giapponese.

## Biografia
Programmatore della Game Freak per Pokémon Rosso e Blu, ha collaborato nella creazione dei videogiochi della serie Pokémon. È considerato l'inventore del Pokémon leggendario Mew.
Morimoto fa un cameo nei videogiochi Pokémon Nero e Bianco, Pokémon Nero 2 e Bianco 2, Pokémon Sole e Luna, Pokémon Ultrasole e Ultraluna e Pokémon Spada e Scudo. Nei videogiochi della quinta generazione appare come allenatore ad Austropoli e schiera i Pokémon Liepard, Simisear, Simipour, Simisage, Swoobat e Zebstrika.